# Кондратюк Костянтин Костянтинович
Костянтин Костянтинович Кондратюк (нар. 5 травня 1944, с. Нападівка) — український вчений-історик, педагог. Заслужений діяч науки України (2004). Доктор історичних наук (1990), професор (1992). Заслужений професор Львівського університету (2006).

## Життєпис
Костянтин Кондратюк народився 5 травня 1944 року в селі Нападівці Лановецького району Тернопільської області, нині Україна.
Закінчив Львівський університет (1968, нині національний університет). Працював у середній школі № 9 м. Тернополя.
Від 1974 — у Львівському університеті: асистент, старший викладач, доцент (від 1976), завідувач кафедри історії УРСР (1984—1990), професор, завідувач кафедри новітньої історії України (від 1995). Редактор «Вісника Львівського національного університету: Серія історична».

## Доробок
Загальна кількість наукових і навчальних публікацій на 2020 рік — понад 400.
Під науковим керівництвом професора захищено 18 кандидатських і 2 докторських дисертації.
Нагороджений Подякою Прем'єр-Міністра України за сумлінну працю і високий професіоналізм (2020 р.)

### Праці
- «Нариси з історії українського національно-визвольного руху XIX ст.» (1993, Тернопіль)
- «Історія України від половини XIX ст. до 1917 р.» (1994, Тернопіль),
- «Портрети видатних українських митців XIX — початку XX ст.» (1995, Львів)
- «Видатні історики України XIX — початку XX ст.: Історографічні нариси» (ч. 1, Львів, 1996)
- «Видатні вчені-природознавці і техніки кінця XIX—XX — століть» (1999, Львів)
- «Українська історіографія ХІХ — початку ХХ століть: Основні напрями і концепції» (2002, Львів)
- «Новітня історія України. 1914—1945» (2007, Львів)
- «Сучасна національна історіографія новітньої історії України. 1914—2009» (2010, Львів).